# Vitaly Oustinov
Le métropolite Vitaly Oustinov (en russe : Митрополит Виталий), né le 18 mars 1910 à Saint-Pétersbourg et mort le 25 septembre 2006, à Magog, est le quatrième premier hiérarque de l'Église orthodoxe russe hors-frontières, de 1985 à 2001 ; il est également le premier hiérarque de l'Église orthodoxe russe en exil de 2001 jusqu'à sa mort.

## Biographie
Le métropolite Vitaly (de son nom laïc Rotislav Petrovitch Oustinov, en russe : Ростислав Петрович Устинов) naît à Saint-Pétersbourg le 18 (31) mars 1910. Il est le fils de Piotr Konstantinovitch Oustinov, officier de marine, et de Lydia Andreïevna, née Stopchanskaïa, fille de général de gendarmerie.
En 1920, pendant la guerre civile russe, sa famille s'installe en Crimée et Rotislav entre dans le corps des cadets fondé par le général Wrangel. À la fin de la même année, le corps est évacué vers Constantinople, puis vers la Yougoslavie, d'abord vers Bakar, puis vers le camp de Strnishte (lors de l'évacuation, le corps est composé de 650 cadets).
En 1923, la mère de Rostislav, qui s'est alors remariée avec un officier de l'armée de Wrangel, Vsevolod Langammer, invite son fils à venir à Constantinople, d'où elle s'installe avec lui à Paris, elle l'inscrit dans le collège Saint-Louis, dirigé par les Jésuites, dans la ville du Mans. Après avoir obtenu son diplôme universitaire, Rostislav vit avec sa mère et son beau-père à Cannes. Le 11 octobre 1933, il obtient la nationalité française.
En 1934, il est appelé au service militaire dans l'armée française et est enrôlé au 9e régiment de cuirassiers. À la fin du service, le commandant du régiment, le colonel de Moulin, invite le brigadier Oustinov à rester dans le régiment, en lui promettant une promotion au grade d'officier. Mais il refuse de poursuivre sa carrière comme officier et décide de prononcer les vœux monastiques.
Quatre ans plus tard, il arrive au monastère Saint-Job de Pochayev à Ladomirová dans les Carpates (faisant à l'époque partie de la Tchécoslovaquie). En 1939, Rostislav est tonsuré moine sous le nom de Vitaly.
La Seconde Guerre mondiale et l'avancée des troupes soviétiques contraignent la communauté monastique à quitter Ladomirová, conformément aux instructions du premier hiérarque de l'Église orthodoxe russe hors-frontières, le métropolite Anastase (Gribanovsky), et à évacuer vers l'Allemagne. Le 5 janvier 1945, la communauté arrive à Berlin. Vitaly, avec l'archimandrite Nathanaël (Lvov), s’engage dans une vaste activité missionnaire auprès des réfugiés et des prisonniers de guerre russes.
En raison de l'attaque de Berlin par l'Armée rouge, Nathanaël et Vitaly déménagent ensuite à Hambourg où ils se tentent d'empêcher le rapatriement obligatoire de milliers de réfugiés vers l’URSS. À Hambourg, l'higoumène Vitaly commence une vie ecclésiale active au camp Fischbeck. Dans l'église-baraquement se déroulent quotidiennement les services divins. Parallèlement, Vitaly crée une petite communauté monastique, organise des cours pour lecteurs de psaumes, des cours supérieurs de pastorale et de théologie, crée un atelier de peinture d'icônes et fonde une imprimerie qui commence à éditer des anthologies à partir des livres de service de l'église pour toutes les églises d'Allemagne.

### Épiscopat
Le 12 juillet 1951, lors de la fête des saints apôtres Pierre et Paul, dans l'église de la Dormition de Londres, il est consacré évêque de Montevideo, vicaire du diocèse de São Paulo. La consécration est célébrée par Léonty (Bartoshevitch) de Genève et Nathanaël (Lvov) de Bruxelles et d'Europe occidentale.
Arrivé au Brésil, il s'installe dans la banlieue de São Paulo, la ville de Vila Alpina[Qui ?]. Il y fonde une communauté monastique, ouvre une imprimerie et crée un petit orphelinat pour les garçons qui étudient le service liturgique. Une grande attention est accordée à l'activité missionnaire tant parmi les émigrés russes que parmi la population locale. L'évêque Vitaly et ses hiéromoines rendent visite aux orthodoxes dans les régions les plus reculées du Brésil. Grâce à leurs efforts, deux paroisses sont fondées au centre du Brésil : à Pedreira et dans la ville de Goiânia.
Le 26 février 1954, il est nommé évêque d'Edmonton et de l'Ouest canadien avec son siège à Edmonton, en Alberta.
En avril 1955, avec ses frères monastiques, il part pour un nouveau ministère. La même année, à 125 kilomètres de la ville[Laquelle ?], il fonde le monastère de la Dormition pour accueillir les frères arrivés avec lui du Brésil et ouvre une imprimerie.
Le 23 août 1957, les diocèses de l'Est du Canada et de l'Ouest de l'Église orthodoxe russe hors-frontières sont réunis en un seul diocèse, dirigé par Vitaly. Au même moment, un évêque suffragant d'Edmonton, Savva (Sarachevich), est nommé pour gérer les paroisses de l'Ouest canadien.
En 1958, il est élevé au rang d'archevêque de Montréal et du Canada et est inclus dans le synode des évêques de l'ÉORHF. En 1959, il fonde le monastère de la Transfiguration à Mansonville (Québec, Canada).
À Montréal, Vitaly fait construire et équiper une grande cathédrale, non loin de laquelle se trouvent le monastère et la résidence de l'évêque. Une imprimerie est installée dans ce monastère, publiant de la littérature liturgique, doctrinale, historique de l'Église et le périodique Le Bulletin Orthodoxe.
À l’initiative de Vitaly, le diocèse accueille à plusieurs reprises des congrès de la jeunesse russe à l’étranger.
Dans son rapport au Conseil des évêques de l'Église à l'étranger en 1967, il qualifie l'œcuménisme d'hérésie omniprésente de son temps et exerce une grande influence sur le point de vue général de l'Église orthodoxe russe hors-frontières sur cette question.
À partir de 1976, l'archevêque Vitaly devient l'un des adjoints du premier hiérarque de l'ÉORHF, le métropolite Philarète (Voznesensky) .
Vitaly est un invité fréquent des émissions religieuses du service russe de Radio-Canada, où il prononce des discours lors des fêtes importantes, donne des interviews dans lesquelles il évoque des questions théologiques, ecclésiastiques et historiques et explique pourquoi l'ÉORHF n'est pas en communion canonique avec le patriarcat de Moscou.

## Premier hiérarque
La mort du métropolite Philarète en 1985 donne lieu à l'élection d'un nouveau primat. Le 22 janvier 1986, Vitaly est élu premier hiérarque de l'Église orthodoxe russe hors-frontières, métropolite d'Amérique de l'Est et de New York, tout en conservant également la gestion du diocèse canadien.
Les changements politiques importants en URSS à la fin des années 80 font du métropolite Vitaly un partisan de l'ouverture de paroisses en Russie, décision finalement prise par le Conseil des évêques le 15 février 1990. À la suite de la chute du régime communiste en URSS, cette décision entraîne l'apparition de nombreuses paroisses relevant de l'autorité de l'Église hors-frontières, nouvellement créées ou reçues de clercs quittant le patriarcat de Moscou, ce qui mène à des protestations de la part de ce dernier.
Pendant la première hiérarchie du métropolite Vitaly, un certain nombre de saints sont canonisés : le Conseil des vénérables anciens d'Optina et le vénérable Paisios Velichkovsky (1990), les saints Jean de Shanghai et de San Francisco, Innocent de Moscou et Nicolas du Japon (1994), saint Jonas de Hankous (1996), le prêtre martyr Maxime Gorlitski (1998), les saints Philarète de Moscou, Ignace du Caucase, Théophane le Reclus, le bienheureux Théophile de Kiev (2000).
Vers la fin des années 1990, quand de plus en plus de voix militent en faveur d'un rapprochement de l'Église orthodoxe russe hors-frontières avec le patriarcat de Moscou, le métropolite Vitaly déclare que « l'Église orthodoxe russe à l'étranger, qui a préservé sa liberté spirituelle pendant ces quatre-vingts dernières années, n'acceptera jamais de s'unir au patriarcat de Moscou », restant dans la lignée de ses prédécesseurs en condamnant le sergianisme et considérant que l'Église orthodoxe russe reste toujours inféodée au pouvoir politique.
Le 24 octobre 2001, à New-York, dans le bâtiment synodal, une conspiration d'évêques souhaitant l'unification avec le patriarcat de Moscou, réuni en conseil, élit l'archevêque de Syracuse, Laure (Škurla), au rang de premier hiérarque de l'Église orthodoxe russe hors-frontières,. Après l'élection du nouveau métropolite Laure, le métropolite Vitaly publie une épître dénonçant le dernier synode de l'ÉORHF, affirmant qu'il reste le primat de l'Église orthodoxe russe hors-frontières. Un certain nombre de clercs et de paroissiens de l'Église hors-frontières, opposés à l'union avec le patriarcat de Moscou, forment une nouvelle administration ecclésiastique autour du métropolite Vitaly, se rebaptisant Église orthodoxe russe en exil (appelée ROCOR-V dans le langage courant).
Le métropolite Vitaly meurt le 25 septembre 2006 à l'âge de 97 ans. Il est enterré au monastère de Mansonville.
Le 2 décembre 2021, il est canonisé par l'Église orthodoxe russe hors frontières - synode du métropolite Agathange en même temps que les métropolite Antoine (Khrapovitsky) et Anastase (Gribanovsky), le métropolite Philarète (Voznessensky) ayant déjà été canonisé en 2008, à l'occasion du centenaire de la création de l'Église orthodoxe russe hors-frontières (l'office ayant été retardé par la pandémie de Covid-19).

## Voir également